# The Microphones
The Microphones és un projecte musical estatunidenc de indie rock i indie folk el membre fundador i principal del qual és el músic multiinstrumentista Phil Elverum. Ell va crear el projecte l'any 1997, i el va acabar al 2003, havent publicat quatre àlbums d'estudi: Don't Wake Me Up (1999), It Was Hot, We Stayed in the Water (2000), The Glow Pt. 2 (2001) i Mount Eerie (2003). Llavors va a començar a fer música sota el nom Mount Eerie. Al 2020, va publicar un àlbum final com a The Microphones, titulat Microphones in 2020.

## Història

### Primers anys
Phil Elverum va començar a involucrar-se en l'escena musical de Washington a finals dels anys 90, mentre treballava a una tenda de discos anomenada The Bussiness. El 1997 va publicar dos cassets (Microphone i Wires and Chords) mitjançant KNW-YR-OWN, la discogràfica del propietari de The Bussiness, Bred Lunsford. Aquell mateix any es va mudar a Olympia per a estudiar al Evergreen State College. El 1998 va publicar un CD titulat Tests mitjançant Elsinor Records.

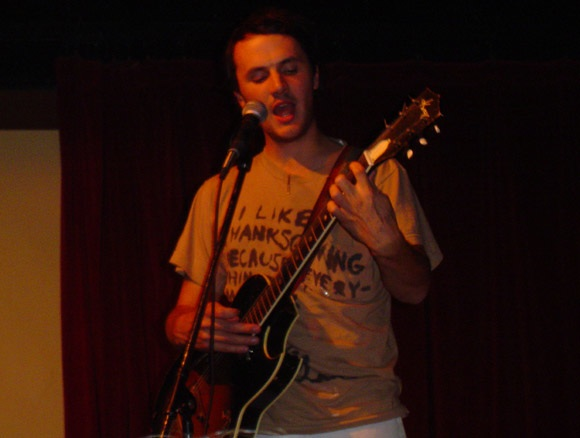
Phil Elverum en concert el 2004.

### K Records i dissolució del projecte
El 1999, després de firmar amb K Records, Elverum va publicar el primer àlbum de The Microphones, Don't Wake Me Up. Poc després va començar a grabar el següent àlbum del projecte, It Was Hot, We Stayed in the Water, el qual va ser llançat l'any 2000. El 2001 va publicar el seu tercer àlbum, The Glow Pt. 2. Aquest va atreure l'atenció de la crítica, que el va rebre amb molts elogis. La revista Pitchfork el va considerar el millor àlbum de l'any i, al final de la decàda, va aparèixer en múltiples llistes dels millors àlbums de la mateixa. El 2003 va publicar-se el tercer àbum de The Microphones, Mount Eerie, el nom del qual és el d'una muntanya que es troba a prop d'on Elverum va viure durant bona part de la seva infantesa. Després del llançament d'aquest àlbum, Elverum va començar a fer concerts i a publicar música sobre el nom Mount Eerie.

### Retorn
Després que The Microphones romangués pràcticament sense activitat durant disset anys, el 2020 Elverum va anunciar un nou àlbum sota aquest nom, titulat Microphones in 2020, el qual va ser publicat el 7 d'agost d'aquell mateix any. Aquest àlbum conté una única cançó de 44 minuts, on parla sobre la seva vida i carrera musical.

## Discografia
- Don't Wake Me Up (1999)
- It Was Hot, We Stayed in the Water (2000)
- The Glow Pt. 2 (2001)
- Mount Eerie (2003)
- Microphones in 2020 (2020)